# Finlandia na Letnich Igrzyskach Olimpijskich 2024
Finlandia na Letnich Igrzyskach Olimpijskich 2024 – występ kadry sportowców reprezentujących Finlandie  na igrzyskach olimpijskich, które odbyły się w Paryżu we Francji, w dniach 26 lipca – 11 sierpnia 2024.
Reprezentacja Finlandii  liczyła 53 zawodników – 33 kobiety i 23 mężczyzn, którzy wystąpili w 13 dyscyplinach.Był to dwudziesty siódmy  udział tego kraju w letnich igrzyskach.
Po raz pierwszy w historii igrzysk Finlandia nie zdobyła ani jednego medalu olimpijskiego.  

## Reprezentanci

### Badminton
| Zawodnik       | Kon.       | Faza grupowa     | Faza grupowa      | Faza grupowa     | Faza grupowa     | Faza grupowa | 1/8 finału       | Ćwierćfinały     | Półfinały        | Finał            | Finał | Źródło |
| Zawodnik       | Kon.       | Przeciwnik Wynik | Przeciwnik Wynik  | Przeciwnik Wynik | Przeciwnik Wynik | Poz.         | Przeciwnik Wynik | Przeciwnik Wynik | Przeciwnik Wynik | Przeciwnik Wynik | Poz.  | Źródło |
| -------------- | ---------- | ---------------- | ----------------- | ---------------- | ---------------- | ------------ | ---------------- | ---------------- | ---------------- | ---------------- | ----- | ------ |
| Kalle Koljonen | Singel (m) | Paul W 2–0       | Vitidsarn P krecz | —                | —                |              | NQ               | NQ               | NQ               | NQ               | NQ    | [ 2 ]  |

### Boks
| Zawodnik        | Konkurencja | 1/16             | 1/8              | Ćwierćfinał      | Półfinał         | Finał            | Finał   | Źródło |
| Zawodnik        | Konkurencja | Przeciwnik Wynik | Przeciwnik Wynik | Przeciwnik Wynik | Przeciwnik Wynik | Przeciwnik Wynik | Miejsce | Źródło |
| --------------- | ----------- | ---------------- | ---------------- | ---------------- | ---------------- | ---------------- | ------- | ------ |
| Pihla Kaivo-oja | -50 kg (k)  | Tembo W 5–0      | Lozano W 5–0     | Çakıroğlu P 0-5  | NQ               | NQ               | 5.      | [ 3 ]  |

### Golf
| Zawodnik         | Konkurencja | Runda 1 | Runda 2 | Runda 3 | Runda 4 | Łącznie | Łącznie | Łącznie | Źródło |
| Zawodnik         | Konkurencja | Wynik   | Wynik   | Wynik   | Wynik   | Wynik   | Par     | Pozycja | Źródło |
| ---------------- | ----------- | ------- | ------- | ------- | ------- | ------- | ------- | ------- | ------ |
| Sami Välimäki    | Mężczyźni   | 67      | 71      | 72      | 75      | 285     | +1      | T45     | [ 4 ]  |
| Tapio Pulkkanen  | Mężczyźni   | 69      | 72      | 71      | 70      | 282     | −2      | T35     | [ 4 ]  |
| Ursula Wikström  | Kobiety     | 82      | 72      | 81      | 72      | 307     | +19     | 57      | [ 5 ]  |
| Noora Komulainen | Kobiety     | 84      | 82      | 78      | DNS     | DNS     | DNS     | DNS     | [ 5 ]  |

### Jeździectwo
Ujeżdżenie
| Zawodnik                                  | Konkurencja   | Koń              | Grand Prix | Grand Prix | Grand Prix Special | Grand Prix Special | Grand Prix Freestyle | Grand Prix Freestyle | Finał   | Finał | Źródło |
| Zawodnik                                  | Konkurencja   | Koń              | Wynik      | Poz.       | Wynik              | Poz.               | Technicznie          | Artystycznie         | Wynik   | Poz.  | Źródło |
| ----------------------------------------- | ------------- | ---------------- | ---------- | ---------- | ------------------ | ------------------ | -------------------- | -------------------- | ------- | ----- | ------ |
| Emma Kanerva                              | Indywidualnie | Greek Air        | 73.680     | 17 q       | —                  | —                  | 75.929               | 87.286               | 81.607  | 12.   | [ 6 ]  |
| Joanna Robinson                           | Indywidualnie | Glamouraline     | 65.637     | 54.        | —                  | —                  | NQ                   | NQ                   | NQ      | NQ    | [ 6 ]  |
| Henri Ruoste                              | Indywidualnie | Tiffanys Diamond | 70.621     | 30.        | —                  | —                  | NQ                   | NQ                   | NQ      | NQ    | [ 6 ]  |
| Emma Kanerva Joanna Robinson Henri Ruoste | Drużynowo     | jak wyżej        | 209.938    | 9 Q        | 212.036            | 8                  | —                    | —                    | 212.036 | 8.    | [ 7 ]  |

WKKW
| Zawodnik         | Konkurencja   | Koń         | Ujeżdżenie | Ujeżdżenie | Cross country | Cross country | Cross country | Skoki        | Skoki        | Skoki        | Skoki | Skoki | Skoki | Razem | Razem | Źródło |
| Zawodnik         | Konkurencja   | Koń         | Ujeżdżenie | Ujeżdżenie | Cross country | Cross country | Cross country | Kwalifikacje | Kwalifikacje | Kwalifikacje | Finał | Finał | Finał | Razem | Razem | Źródło |
| Zawodnik         | Konkurencja   | Koń         | Kary       | Poz.       | Kary          | Suma          | Poz.          | Kary         | Suma         | Poz.         | Kary  | Suma  | Poz.  | Kary  | Poz.  | Źródło |
| ---------------- | ------------- | ----------- | ---------- | ---------- | ------------- | ------------- | ------------- | ------------ | ------------ | ------------ | ----- | ----- | ----- | ----- | ----- | ------ |
| Veera Manninen   | Indywidualnie | Sir Greg    | 36.80      | 50         | 18.40         | 55.20         | 39            | 1.20         | 56.40        | 36           | NQ    | NQ    | NQ    | 56.40 | 36.   | [ 8 ]  |
| Sanna Siltakorpi | Indywidualnie | Bofey Click | 35.40      | =43        | 21.80         | 57.20         | 40            | DNS          | DNS          | DNS          | DNS   | DNS   | DNS   | DNS   | DNS   | [ 8 ]  |

### Judo
| Zawodnik           | Konkurencja | 1/16 finału      | 1/8 finału       | Ćwierćfinał      | Półfinał         | Repasaże         | Finał / 3. miejsce | Finał / 3. miejsce | Źródła |
| Zawodnik           | Konkurencja | Przeciwnik Wynik | Przeciwnik Wynik | Przeciwnik Wynik | Przeciwnik Wynik | Przeciwnik Wynik | Przeciwnik Wynik   | Pozycja            | Źródła |
| ------------------ | ----------- | ---------------- | ---------------- | ---------------- | ---------------- | ---------------- | ------------------ | ------------------ | ------ |
| Luukas Saha        | -66 kg (m)  | Demirel W 01-00  | Vieru P 00-01    | NQ               | NQ               | NQ               | NQ                 | 9.                 | [ 9 ]  |
| Martti Puumalainen | +100 kg (m) | BYE              | Kokauri P 00-10  | NQ               | NQ               | NQ               | NQ                 | 9.                 | [ 10 ] |

### Kolarstwo

#### Kolarstwo szosowe
| Zawodnik         | Konkurencja                    | Czas     | Pozycja | Źródło |
| ---------------- | ------------------------------ | -------- | ------- | ------ |
| Anniina Ahtosalo | Wyścig ze startu wspólnego (k) | 4:07:04  | 37.     | [ 11 ] |
| Anniina Ahtosalo | Jazda indywidualna na czas (k) | 45:05,18 | 30.     | [ 11 ] |

#### Kolarstwo górskie
| Zawodnik     | Konkurencja       | Czas | Pozycja | Źródło |
| ------------ | ----------------- | ---- | ------- | ------ |
| Joni Savaste | Cross-country (m) | DNF  | DNF     | [ 12 ] |

### Lekkoatletyka

#### Konkurencje biegowe
| Zawodnik            | Konkurencja               | Eliminacje | Eliminacje | Repasaże | Repasaże | Półfinał | Półfinał | Finał | Finał   | Pozycja | Źródło |
| Zawodnik            | Konkurencja               | Wynik      | Miejsce    | Wynik    | Miejsce  | Wynik    | Miejsce  | Wynik | Miejsce | Pozycja | Źródło |
| ------------------- | ------------------------- | ---------- | ---------- | -------- | -------- | -------- | -------- | ----- | ------- | ------- | ------ |
| Elmo Lakka          | 110 m przez płotki (m)    |            |            |          |          |          |          |       |         |         |        |
| Topi Raitanen       | 3000 m z przeszkodami (m) |            |            |          |          |          |          |       |         |         |        |
| Aku Partanen        | chód na 20 km (m)         |            |            |          |          |          |          |       |         |         |        |
| Lotta Kemppinen     | 100 m (k)                 |            |            |          |          |          |          |       |         |         |        |
| Eveliina Määttänen  | 800 m (k)                 |            |            |          |          |          |          |       |         |         |        |
| Sara Lappalainen    | 1500 m (k)                |            |            |          |          |          |          |       |         |         |        |
| Nathalie Blomqvist  | 5000 m (k)                |            |            |          |          |          |          |       |         |         |        |
| Lotta Harala        | 100 m przez płotki (k)    |            |            |          |          |          |          |       |         |         |        |
| Reetta Hurske       | 100 m przez płotki (k)    |            |            |          |          |          |          |       |         |         |        |
| Viivi Lehikoinen    | 400 m przez płotki (k)    |            |            |          |          |          |          |       |         |         |        |
| Ilona Mononen       | 3000 m z przeszkodami (k) |            |            |          |          |          |          |       |         |         |        |
| Camilla Richardsson | Maraton (k)               | —          | —          | —        | —        | —        | —        |       |         |         |        |

#### Konkurencje techniczne
| Zawodnik           | Konkurencja        | Kwalifikacje | Kwalifikacje | Finał | Finał   | Źródło |
| Zawodnik           | Konkurencja        | Wynik        | Miejsce      | Wynik | Miejsce | Źródło |
| ------------------ | ------------------ | ------------ | ------------ | ----- | ------- | ------ |
| Urho Kujanpää      | Skok o tyczce (m)  | 5.40         | 29           | NQ    | NQ      | [ 13 ] |
| Oliver Helander    | Rzut oszczepem (m) | 83.81        | 10 q         | 82.68 | 9       | [ 14 ] |
| Lassi Etelätalo    | Rzut oszczepem (m) | 82.91        | 12 q         | 84.58 | 8       | [ 14 ] |
| Toni Keränen       | Rzut oszczepem (m) | 85.27        | 8 Q          | 80.92 | 10      | [ 14 ] |
| Ella Junnila       | Skok wzwyż (k)     |              |              |       |         |        |
| Wilma Murto        | Skok o tyczce (k)  |              |              |       |         |        |
| Elina Lampela      | Skok o tyczce (k)  |              |              |       |         |        |
| Senni Salminen     | Trójskok (k)       |              |              |       |         |        |
| Silja Kosonen      | Rzut młotem (k)    |              |              |       |         |        |
| Krista Tervo       | Rzut młotem (k)    |              |              |       |         |        |
| Suvi Koskinen      | Rzut młotem (k)    |              |              |       |         |        |
| Anni-Linnea Alanen | Rzut oszczepem (k) |              |              |       |         |        |

Siedmiobój
| Zawodnik      | Konkurencja | 100 m | HJ   | SP    | 200 m | LJ   | JT    | 800 m   | Razem | Pozycja | Źródło |
| ------------- | ----------- | ----- | ---- | ----- | ----- | ---- | ----- | ------- | ----- | ------- | ------ |
| Saga Vanninen | Rezultat    | 13.61 | 1.74 | 14.19 | 24.74 | 5.85 | 47.00 | 2:14.36 | 6163  | 15.     | [ 15 ] |
| Saga Vanninen | Punkty      | 1034  | 903  | 807   | 911   | 804  | 802   | 902     | 6163  | 15.     | [ 15 ] |

### Łucznictwo
| Zawodnik        | Konkurencja       | Runda rankingowa | Runda rankingowa | 1/32 finału      | 1/16 finału      | 1/8 finału       | Ćwierćfinały     | Półfinały        | Finał            | Finał   | Źródło |
| Zawodnik        | Konkurencja       | Wynik            | Miejsce          | Przeciwnik Wynik | Przeciwnik Wynik | Przeciwnik Wynik | Przeciwnik Wynik | Przeciwnik Wynik | Przeciwnik Wynik | Pozycja | Źródło |
| --------------- | ----------------- | ---------------- | ---------------- | ---------------- | ---------------- | ---------------- | ---------------- | ---------------- | ---------------- | ------- | ------ |
| Antti Tekoniemi | Indywidualnie (m) | 656              | 41               | Tai Y-h P0-6     | NQ               | NQ               | NQ               | NQ               | NQ               | 33.     | [ 16 ] |

### Pływanie
| Zawodnik       | Konkurencja              | Eliminacje | Eliminacje | Półfinał | Półfinał | Finał | Finał | Źródło |
| Zawodnik       | Konkurencja              | Czas       | Poz.       | Czas     | Poz.     | Czas  | Poz.  | Źródło |
| -------------- | ------------------------ | ---------- | ---------- | -------- | -------- | ----- | ----- | ------ |
| Matti Mattsson | 200 m st. klasycznym (m) | 2:11.18    | 18         | NQ       | NQ       | NQ    | NQ    | [ 17 ] |
| Ida Hulkko     | 100 m st. klasycznym (k) | 1:08.73    | 26         | NQ       | NQ       | NQ    | NQ    | [ 18 ] |

### Skateboarding
| Zawodnik     | Konkurencja | Eliminacje | Eliminacje | Finał | Finał   | Źródło |
| Zawodnik     | Konkurencja | Wynik      | Pozycja    | Wynik | Pozycja | Źródło |
| ------------ | ----------- | ---------- | ---------- | ----- | ------- | ------ |
| Heili Sirviö | Park (k)    | 83.42      | 5 Q        | 88.89 | 5       | [ 19 ] |

### Strzelectwo
| Zawodnik         | Konkurencja                                   | Kwalifikacje | Kwalifikacje | Finał | Finał   | Źródło |
| Zawodnik         | Konkurencja                                   | Wynik        | Pozycja      | Wynik | Pozycja | Źródło |
| ---------------- | --------------------------------------------- | ------------ | ------------ | ----- | ------- | ------ |
| Aleksi Leppä     | karabin pneumatyczny, 10 m (m)                | 627.8        | 22           | NQ    | NQ      | [ 20 ] |
| Aleksi Leppä     | Karabin małokalibrowy, trzy postawy, 50 m (m) | 586-31x      | 24           | NQ    | NQ      | [ 21 ] |
| Eetu Kallioinen  | Skeet (m)                                     | 117          | 20           | NQ    | NQ      | [ 22 ] |
| Noora Antikainen | Trap (k)                                      | 107          | 30           | NQ    | NQ      | [ 23 ] |

### Zapasy
| Zawodnik        | Konkurencja             | 1/8 finału       | Ćwierćfinał      | Półfinał         | Repasaż          | Finał/ Pojedynek o 3. miejsce | Finał/ Pojedynek o 3. miejsce | Źródło |
| Zawodnik        | Konkurencja             | Przeciwnik Wynik | Przeciwnik Wynik | Przeciwnik Wynik | Przeciwnik Wynik | Przeciwnik Wynik              | Pozycja                       | Źródło |
| --------------- | ----------------------- | ---------------- | ---------------- | ---------------- | ---------------- | ----------------------------- | ----------------------------- | ------ |
| Jonni Sarkkinen | -77 kg st. klasyczny(m) | Amoyan P 0-4     | NQ               | NQ               | NQ               | NQ                            | 13.                           | [ 24 ] |
| Arvi Savolainen | -97 kg st. klasyczny(m) | Rouabah W3-0     | Rosillo P1-3     | NQ               | NQ               | NQ                            | 8.                            | [ 25 ] |

### Żeglarstwo
Konkurencje eliminacyjne
| Zawodnik     | Konkurencja | Wyścig | Wyścig | Wyścig | Wyścig | Wyścig | Wyścig | Wyścig | Wyścig | Wyścig | Wyścig | Wyścig | Wyścig | Wyścig | Wyścig | Wyścig | Wyścig | Punkty | Finałowa pozycja | Źródło |
| Zawodnik     | Konkurencja | 1      | 2      | 3      | 4      | 5      | 6      | 7      | 8      | 9      | 10     | 11     | 12     | 13     | 14     | 15     | M*     | Punkty | Finałowa pozycja | Źródło |
| ------------ | ----------- | ------ | ------ | ------ | ------ | ------ | ------ | ------ | ------ | ------ | ------ | ------ | ------ | ------ | ------ | ------ | ------ | ------ | ---------------- | ------ |
| Jakob Eklund | iQFoil (m)  | 14     | 17     | 18     | 19     | 18     | 20     | 10     | 16     | 16     | 19     | 18     | 10     | 16     | —      | —      | NQ     | 172    | 20               | [ 26 ] |

Konkurencje z wyścigiem medalowym
| Zawodnik                      | Konkurencja | Wyścig | Wyścig | Wyścig | Wyścig | Wyścig | Wyścig | Wyścig | Wyścig | Wyścig | Wyścig | Wyścig | Wyścig | Wyścig | Punkty | Finałowa pozycja | Źródło |
| Zawodnik                      | Konkurencja | 1      | 2      | 3      | 4      | 5      | 6      | 7      | 8      | 9      | 10     | 11     | 12     | M*     | Punkty | Finałowa pozycja | Źródło |
| ----------------------------- | ----------- | ------ | ------ | ------ | ------ | ------ | ------ | ------ | ------ | ------ | ------ | ------ | ------ | ------ | ------ | ---------------- | ------ |
| Kaarle Tapper                 | ILCA 7      |        |        |        |        |        |        |        |        |        |        |        |        |        |        |                  |        |
| Monika Mikkola                | ILCA 6      |        |        |        |        |        |        |        |        |        |        |        |        |        |        |                  |        |
| Ronja Grönblom Veera Hokka    | 49erFX      |        |        |        |        |        |        |        |        |        |        |        |        |        |        |                  |        |
| Sinem Kurtbay Akseli Keskinen | Nacra 17    |        |        |        |        |        |        |        |        |        |        |        |        |        |        |                  |        |